# Feldflieger-Abteilung 21
Feldflieger-Abteilung Nr. 21 – FFA 21 jednostka obserwacyjna i rozpoznawcza lotnictwa niemieckiego Luftstreitkräfte z początkowego okresu I wojny światowej.

## Informacje ogólne
W momencie wybuchu I wojny światowej z dniem 1 sierpnia 1914 roku została utworzona we Fliegerersatz Abteilung Nr. 4 i weszła w skład większej jednostki 3 Kompanii Batalionu Lotniczego Nr 3 we Hanowerze. Jednostka została przydzielona do X Korpusu Armijnego (AK X).
11 stycznia 1917 roku jednostka została przeformowana i zmieniona w Fliegerabteilung 21 - (FA 21).
W jednostce służył Herbert Knappe.

## Dowódcy eskadry
| Stopień | Nazwisko      | Okres           |
| ------- | ------------- | --------------- |
| Kapitan | Franz Geerdtz | sierpień 1914 - |